# Janusz Olszański
Janusz Olszański (ur. 6 marca 1958 w Duńkowicach) – polski duchowny metodystyczny i działacz ekumeniczny, pastor zboru ewangelicko-metodystycznego w Bydgoszczy.

## Życiorys
W latach 1983–1987 studiował w Wyższym Seminarium Teologicznym im. Jana Łaskiego w Warszawie uzyskując tytuł licencjata teologii metodystycznej na podstawie pracy pt. Listy apostoła Pawła jako podstawa metodystycznego duszpasterstwa. W 1985 został ordynowany na prezbitera przez bp. Franza Schäfera z Zurychu. Był duszpasterzem w parafii ewangelicko-metodystycznej w Bytomiu (1980–1986) i we Wrocławiu (1986–1989). Od 1989 jest pastorem parafii ewangelicko-metodystycznej w Bydgoszczy i Inowrocławiu. Od 2020 jest także proboszczem parafii w Grudziądzu. Przez wiele lat był członkiem i przewodniczącym kościelnej Komisji Rewizyjnej. Był także redaktorem działu młodzieżowego w Pielgrzymie Polskim (1988–1995) oraz członkiem rady redakcyjnej pisma (1991–1992). Na łamach tejże gazety publikuje kazania oraz artykuły o problematyce metodystycznej i ekumenicznej.
Pastor Olszański jest aktywnym działaczem ruchu ekumenicznego. Od 1995 pełni funkcję przewodniczącego Oddziału Pomorsko-Kujawskiego Polskiej Rady Ekumenicznej, angażując się głównie w działania o charakterze praktycznym. Bierze udział w organizacji Tygodni Kultury Chrześcijańskiej, Światowego Dnia Modlitwy i Tygodnia Modlitw o Jedność Chrześcijan na terenie województwa kujawsko-pomorskiego. Ze względu na swoje zaangażowanie ekumeniczne doczekał się między innymi biogramu w Encyklopedii ekumenizmu w Polsce (1964–2014).